# 樫原朗
樫原朗（かしはら あきら、1933年10月10日- ）は、日本の経済学・社会福祉学者、神戸学院大学名誉教授。

## 略歴
大阪府出身。1956年甲南大学経済学部卒、神戸大学大学院経営学研究科博士課程満期退学、90年「イギリス社会保障の史的研究 戦後の社会保障のはじまりから1986年社会保障法へ」で京都大学経済学博士。神戸学院大学経済学部講師、助教授、教授。2006年定年、名誉教授、山口県立大学教授を務めた。

## 著書
- 『イギリス社会保障の史的研究 1 (救貧法の成立から国民保険の実施まで)』法律文化社 1973
- 『社会保障論講案 第1分冊』昭和堂 1978
- 『イギリス社会保障の史的研究 2 (両大戦間期の保険・救貧法の運営から戦後の社会保障の形成へ)』法律文化社 1980
- 『イギリスの企業年金』生命保険文化研究所 1987
- 『イギリス社会保障の史的研究 3 (戦後の社会保障のはじまりから1986年社会保障法へ)』法律文化社 1988
- 『イギリス社会保障の史的研究 4 (国民保健サービス(およびコミュニティ・ケア)の展開)』法律文化社 1993
- 『イギリス社会保障の史的研究 5 (20世紀末から21世紀へ)』法律文化社 2005

### 共編
- 『各国の社会保障 歴史・現状・将来』足立正樹共編 法律文化社 1983

## 論文
- <樫原朗